# Virginia Slims of California 1974
Il Virginia Slims of California 1974 è stato un torneo di tennis giocato sul cemento. È stata la 4ª edizione del torneo, che fa parte del Virginia Slims Circuit 1974. Si è giocato a San Francisco negli USA dal 13 al 19 gennaio 1974.

## Campionesse

### Singolare
Billie Jean King ha battuto in finale  Chris Evert con il punteggio di 7–6(2), 6–2

### Doppio
Chris Evert /  Billie Jean King hanno battuto in finale  Françoise Dürr /  Betty Stöve con il punteggio di 6–4, 6–2